# Hemicyclops dilatatus
Hemicyclops dilatatus är en kräftdjursart som beskrevs av Shen och Bai 1956. Hemicyclops dilatatus ingår i släktet Hemicyclops och familjen Clausidiidae. Inga underarter finns listade i Catalogue of Life.